# Angelo (Giono)
Pour les articles homonymes, voir Angelo.
Angelo est un roman d'aventures écrit par Jean Giono, publié initialement de juillet à novembre 1953 dans La Nouvelle Revue française. Il appartient au groupe d'œuvres appelé « Cycle du Hussard », ainsi nommé parce que certains des personnages du Hussard sur le toit y réapparaissent, et qui rassemble, dans l'ordre de leur diégèse (qui ne correspond pas à l'ordre de publication) :
- Le Bonheur fou (action vers 1820 ; publié en 1957) ;
- Les Récits de la demi-brigade (action vers 1830 ; publication posthume en 1972) ;
- Angelo (action en 1832 ; publié en 1953) ;
- Le Hussard sur le toit (action en 1832 ; publié en 1951) ;
- Mort d'un personnage (action à la fin du XIXe siècle ; publié en 1948).

## Résumé
Le roman est composé de 10 chapitres.
Vers 1832, Angelo Pardi, jeune aristocrate carbonaro italien, colonel de hussards, doit fuir son Piémont natal après avoir tué en duel un officier autrichien, le baron Schwartz, pour la cause de son camp. 
Il franchit la frontière française, et arrive à Gap. Dans le coupé pour Aix-en-Provence, il fait la connaissance de la marquise Céline de Théus, puis, plus tard, de Pauline et de son mari, de quarante ans plus vieux qu'elle, l'un des chefs des brigands légitimistes de Provence.

## Analyse
« Le récit intitulé Angelo n'est pas la suite du Bonheur fou : c'est, au contraire, le début d'une première rédaction du Hussard sur le toit écrite en 1934. on y voit Angelo partir de Turin, s'installer à Aix-en-Provence et rencontrer Pauline avant l'épidémie de choléra. C'est un premier état des caractères. »

Jean Giono, Préface de l'édition de 1958.

## Éditions
- 1958 - Angelo, Éditions Gallimard.
- 1977 - Angelo, in Jean Giono - Œuvres romanesques complètes, Tome IV (1753 pages), Gallimard, Bibliothèque de la Pléiade, Édition établie par Robert Ricatte avec la collaboration de Pierre Citron, Henri Godard,   (ISBN 9782070108824)